# San Siro (Lombardei)
San Siro ist eine italienische Gemeinde am Westufer des Comer Sees (Lago di Como) in der Provinz Como (Provincia di Como).

## Lage und Einwohner
Die Gemeinde liegt am Fuße des Monte Bregagno (2.107 m ü. M.) und umfasst die Fraktionen: Acquaseria, Camnasco, Carcente, Gallio, Lancio, La Torre, Santa Maria Rezzonico, Roncate, San Martino und Treccione. Heutzutage leben in San Siro 1681 Einwohner (Stand 31. Dezember 2023). In den Sommermonaten verdoppelt sich die Einwohnerzahl durch die vielfach touristisch genutzten Ferienhäuser.
Die Nachbargemeinden sind: Cremia, Plesio, Menaggio, Bellano und Perledo.

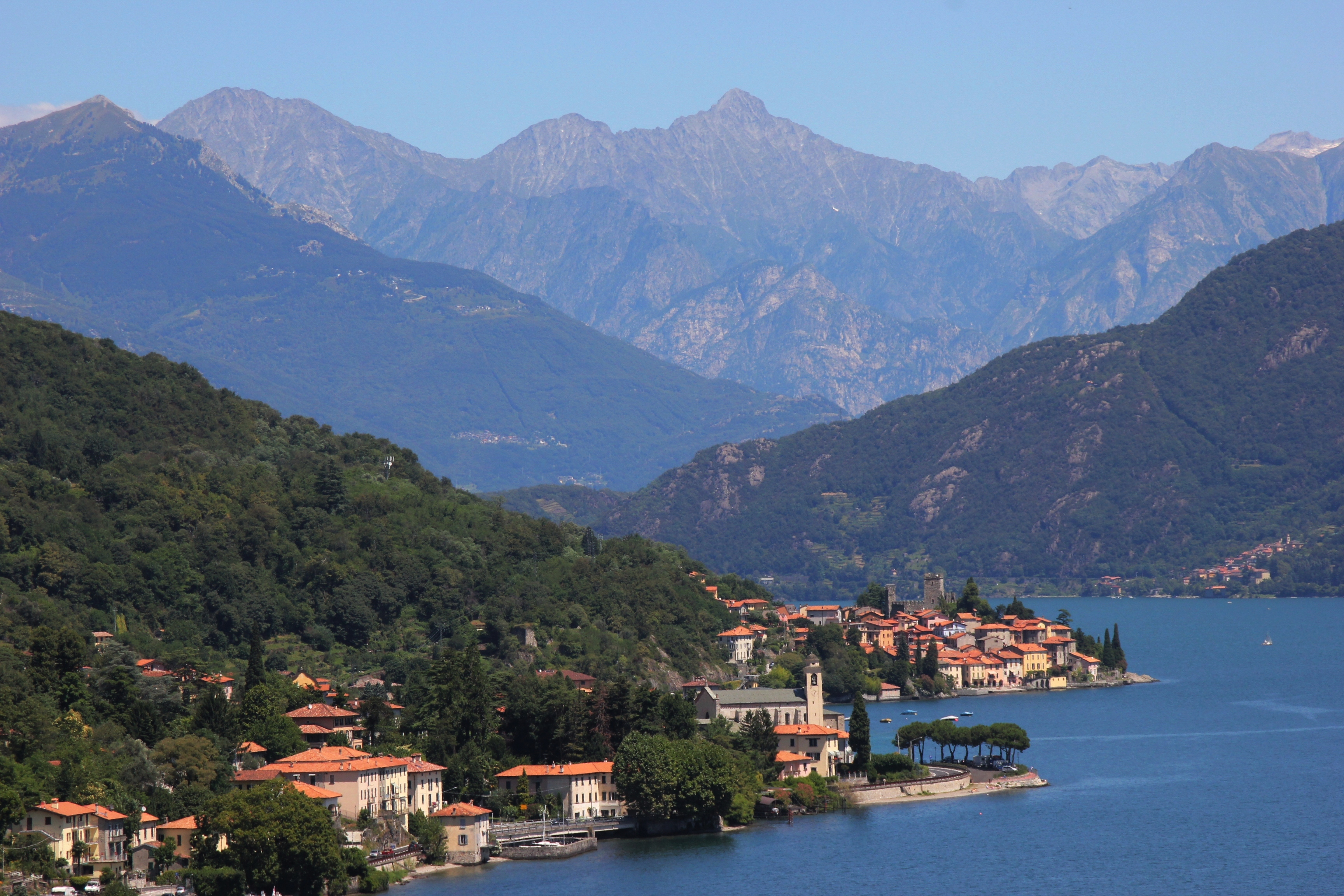
Ansicht von San Siro

## Bevölkerungsentwicklung
Daten von ISTAT

## Geschichte
Die Gemeinde entstand im Jahre 2003 aus der Vereinigung der Orte Acquaseria und Santa Maria Rezzonico. Der Name wurde durch eine Abstimmung unter den Einwohnern der Orte gewählt. San Siro besteht aus einer Ansammlung von kleinen Dörfern und Weilern, die sich vom Seeufer aus bis auf 1100 m ü. M. erstrecken.

## Sehenswürdigkeiten

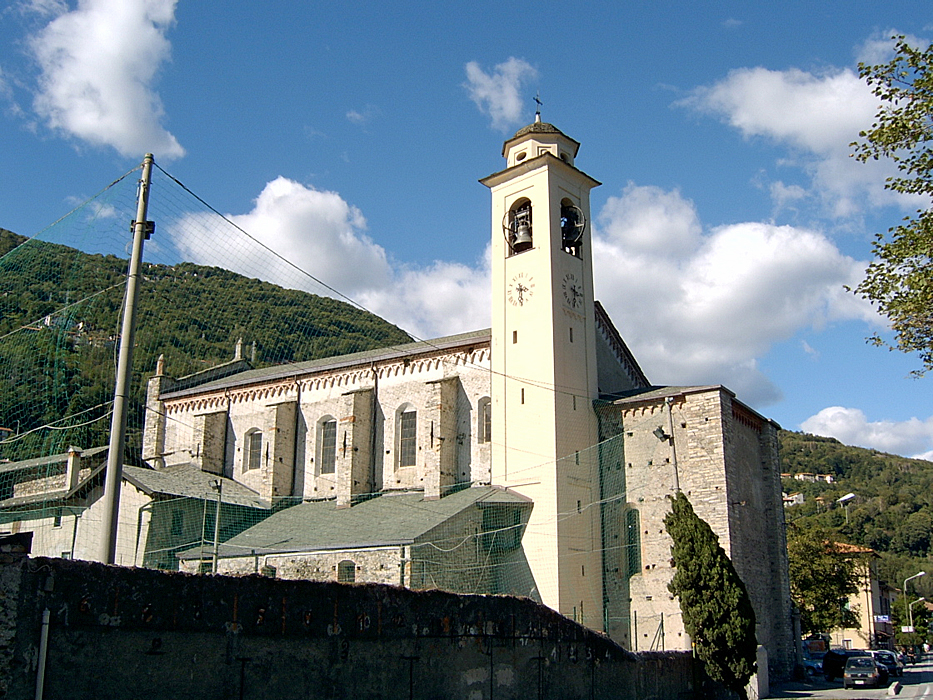
Santa Maria Assunta

- Die Pfarrkirche Santa Maria Assunta (Mariä Himmelfahrt, XV. Jahrhundert) in der Fraktion Santa Maria Rezzonico mit Malereien von Michelangelo Carminati und Sigismondo de Magistris wurde zwischen 1464 und 1474 für den Dominikanerkonvent erbaut und der Jungfrau Maria gewidmet. Die Kirche, direkt am Ufer des Sees gelegen, wurde auf den Resten eines der Madonna gewidmeten Gotteshauses errichtet, welches ursprünglich ein heidnischer Tempel war. Von der Fassade ist vor allem das aus Marmor gestaltete Kirchenportal mit eingravierten Symbolen aus der Passion interessant. Das Innere der Kirche besticht durch die zahlreichen Fresken, die im 16. Jahrhundert entstanden sind.[2]
- Kirche San Martino (17. Jahrhundert) im Ortsteil Carcente[3]
- Burgruine bei Santa Maria
- Villa La Gaeta, Architekt: Gino Coppedè[4] auf lombardiabeniculturali.it
- Die Burg im Ortsteil Rezzonico wurde im Jahre 1363 von den Grafen Della Torre  auf den Resten einer älteren Befestigungsanlage errichtet. Die durch eine zinnenbewehrte  Mauer umgebene Burg umschließt ein sich bis zum Seeufer erstreckendes Gelände von über 2.000 m² und beherbergt neben dem zentralen  ebenfalls mit Zinnen versehenen Turm  auch Wohngebäude. Die Burg ist in Privatbesitz und kann nicht besichtigt werden. Unterhalb der Burg befindet sich ein kleiner felsiger Badestrand.
- In direkter Nähe zur Kirche Santa Maria Assunta in nördlicher Richtung befinden sich mit bis zu 6 m hohen Mauern die Reste einer ausgedehnten römischen Festungsanlage, die  hinsichtlich ihrer Größe einzigartig in der Provinz Como ist. Die ursprüngliche Grundfläche des Gebäudes erstreckte sich bis hin zur nahen Kirche Santa Maria Assunta. Die genaue Bedeutung des Gebäudes ist nicht endgültig geklärt. Es handelte sich aber mit großer Wahrscheinlichkeit um eine Befestigungsanlage zur Kontrolle des Handelsverkehrs auf dem See und auf der alten Handelsstraße Antica Strada Regina.

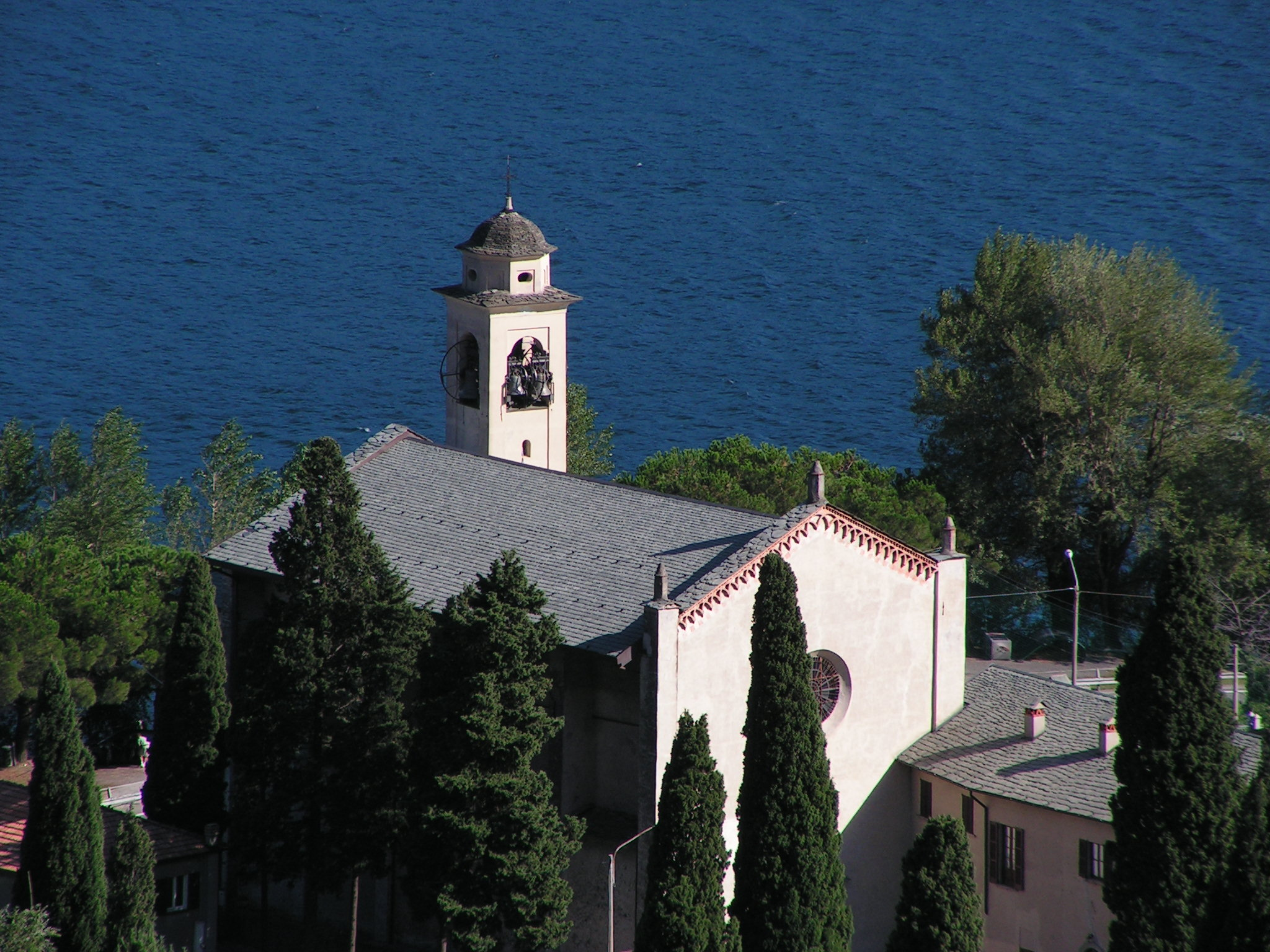
Kirche Santa Maria Assunta in San Siro am Ufer des Comer Sees
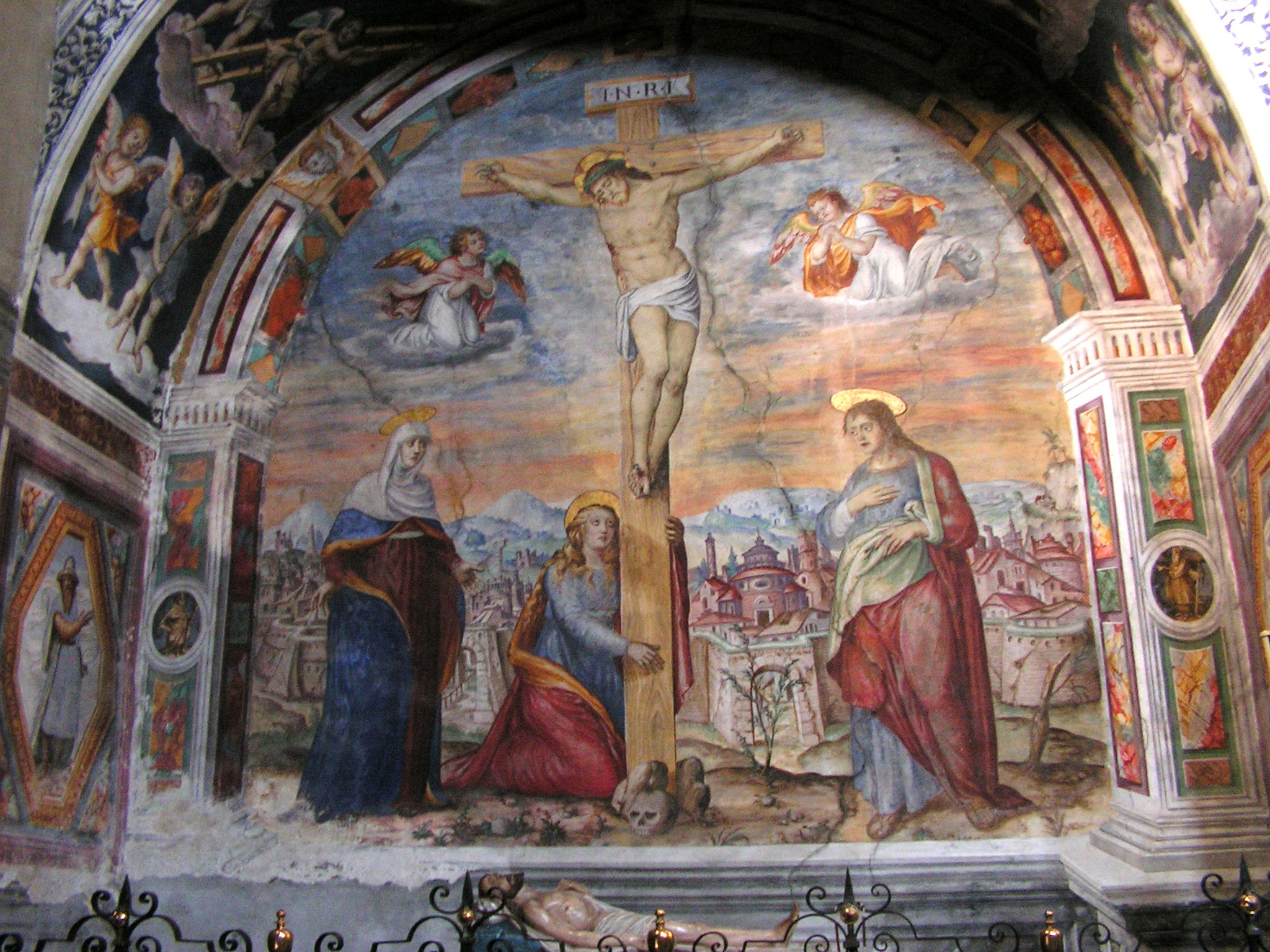
Fresken der Kirche Santa Maria Assunta
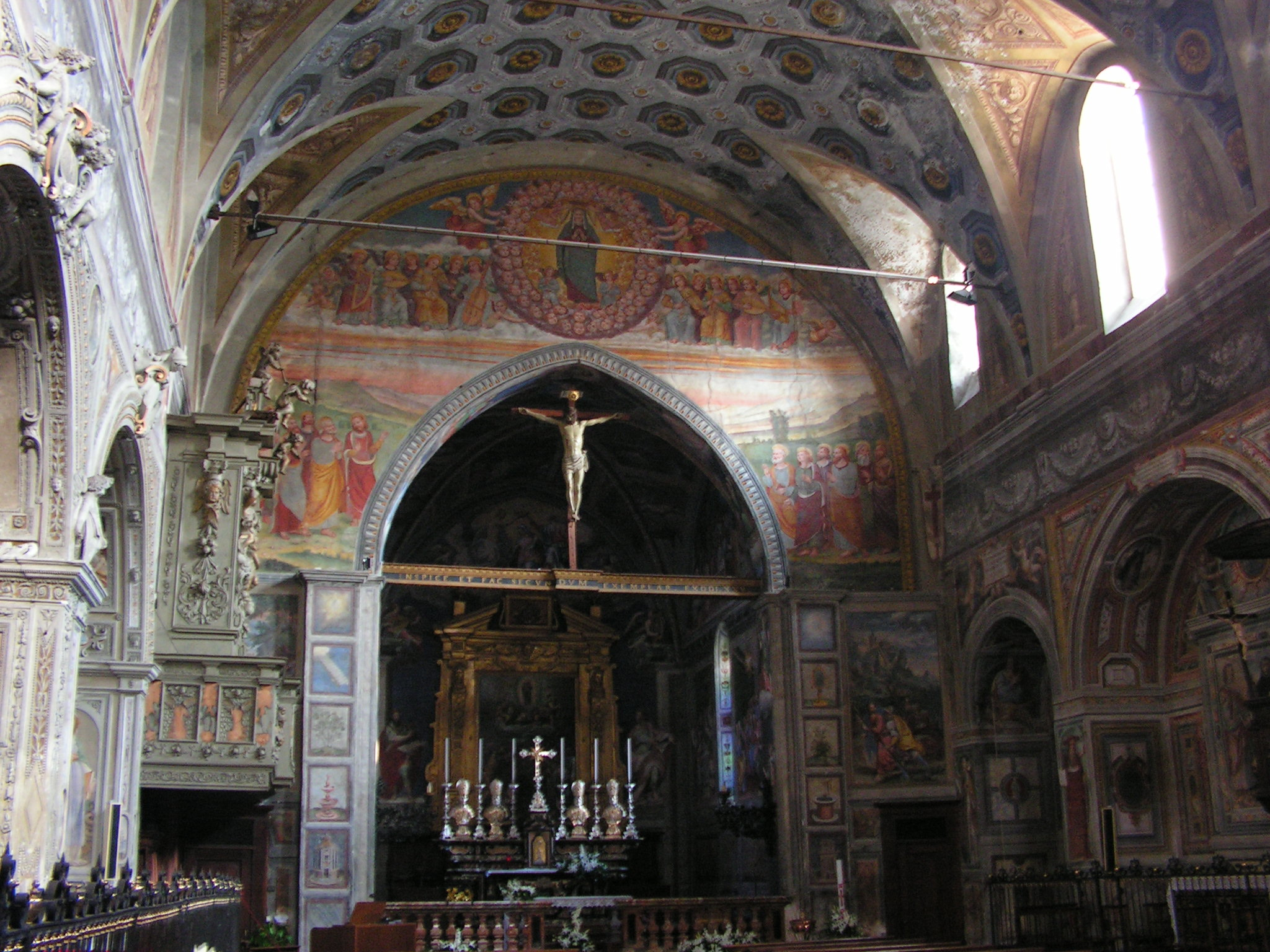
Fresken in der Kirche Santa Maria Assunta in San Siro am Comer See
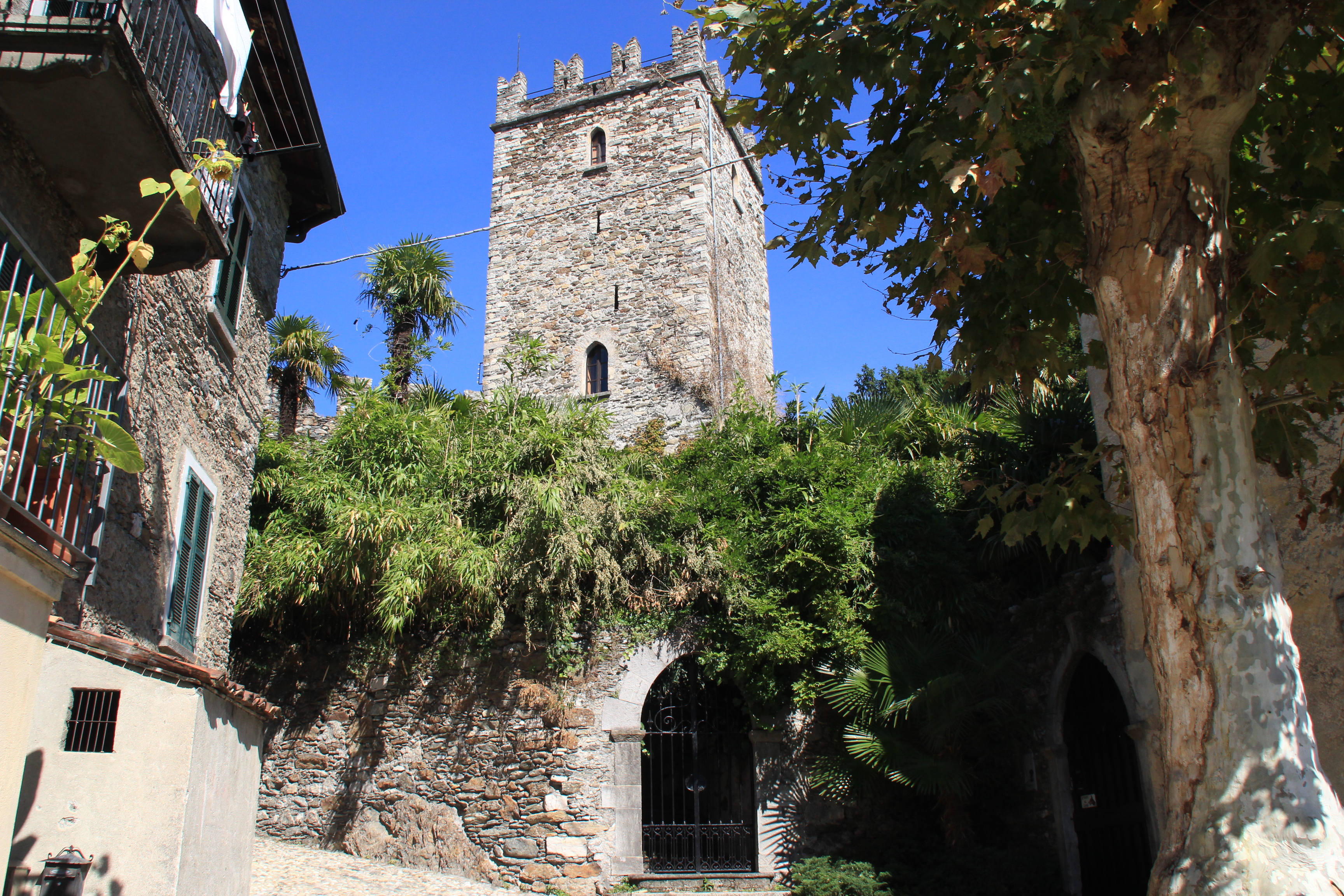
Burg von Rezzonico
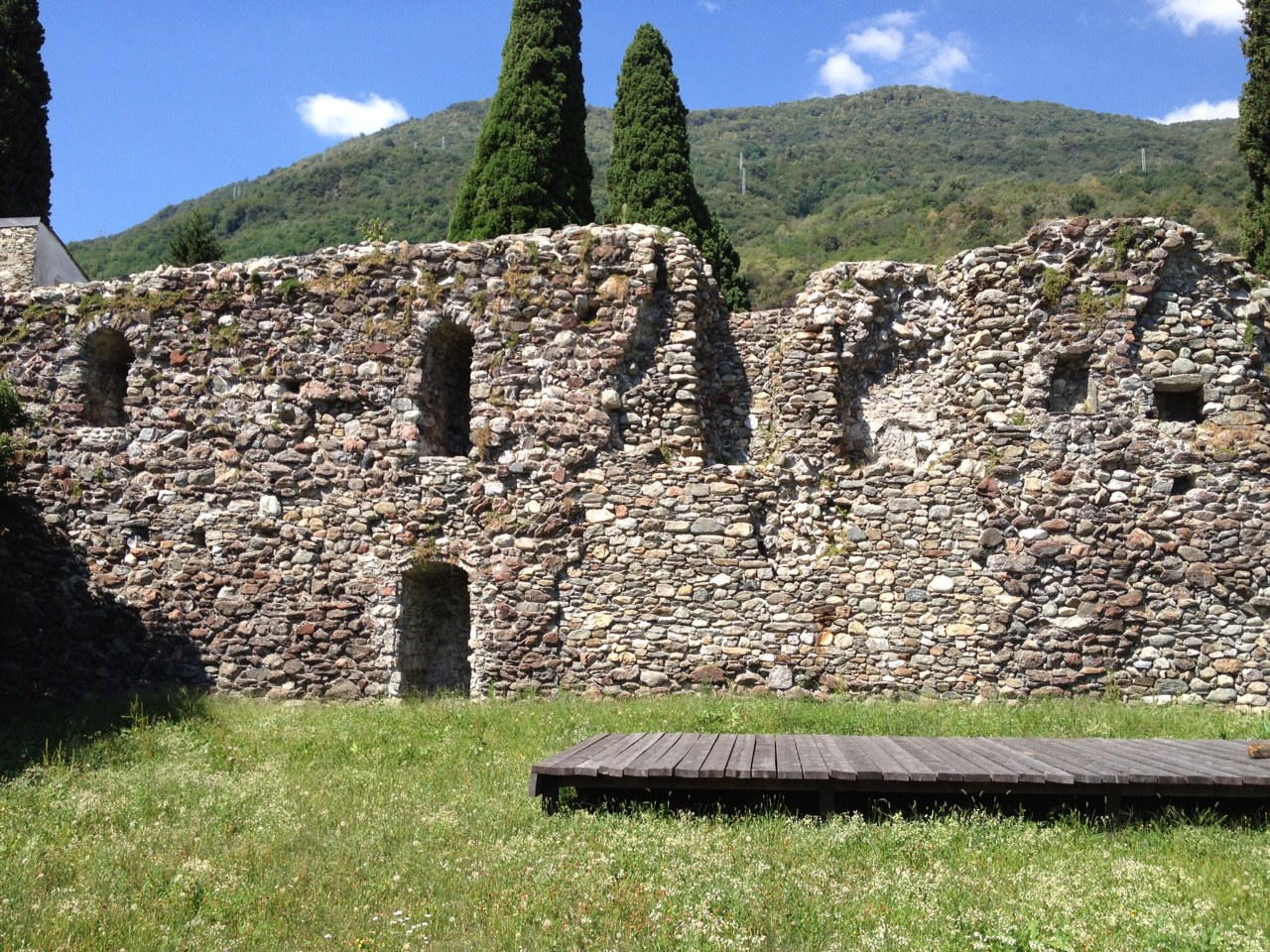
Römische Festung San Siro